# 53e régiment d'artillerie
Le 53e régiment d'artillerie est une ancienne unité d'artillerie française, créée en 1911 à Clermont-Ferrand et dissoute en 1997.
Il combat pendant la Première Guerre mondiale comme 53e régiment d'artillerie de campagne, pendant la Seconde comme 53e régiment d'artillerie mixte divisionnaire. De 1970 à 1997, le 53e régiment d'artillerie est un régiment de défense sol-air, stationnée en République fédérale de l'Allemagne.

## Création et différentes dénominations
- janvier 1911 : formation du 53e régiment d'artillerie de campagne (53e RAC)[1]
- juin 1915 : réorganisation du régiment en deux groupements, l'un affecté à la 120e DI, l'autre au 13e CA[2]
- avril 1917 : les groupes du 53e RAC affectés au 13e CA forment le 253e RAC[3]
- janvier 1919 : le 53e RAC fusionne avec le 263e RAC pour former le 53e/263e régiment de marche[3]
- juin 1919 : formation du 53e régiment d'artillerie de campagne portée (53e RACP) à partir du 253e RAC
- novembre 1919 : le 53e/263e régiment de marche devient le 16e/18e régiment de marche, puis 218e RAC en décembre[4]
- janvier 1924 : le 53e RACP devient le 353e régiment d'artillerie lourde portée[5]
- septembre 1939 : formation du 53e régiment d'artillerie mixte divisionnaire (53e RAMD)[6]
- juin 1940 : disparition du 53e RAMD
- novembre 1970 : création du 53e régiment d'artillerie par changement de nom du 453e groupe d’artillerie antiaérienne légère[7]
- été 1997 : dissolution du régiment[7]

## De 1911 à la Première Guerre mondiale
Le 53e régiment d’artillerie de campagne est créé en 1911 à Clermont-Ferrand. Il appartenait en 1914 à la 13e brigade d'artillerie, 13e corps d'armée.

### Historique

#### 1916
- Bataille de Verdun[8] : reprise des forts de Douaumont et de Vaux.

#### 1917

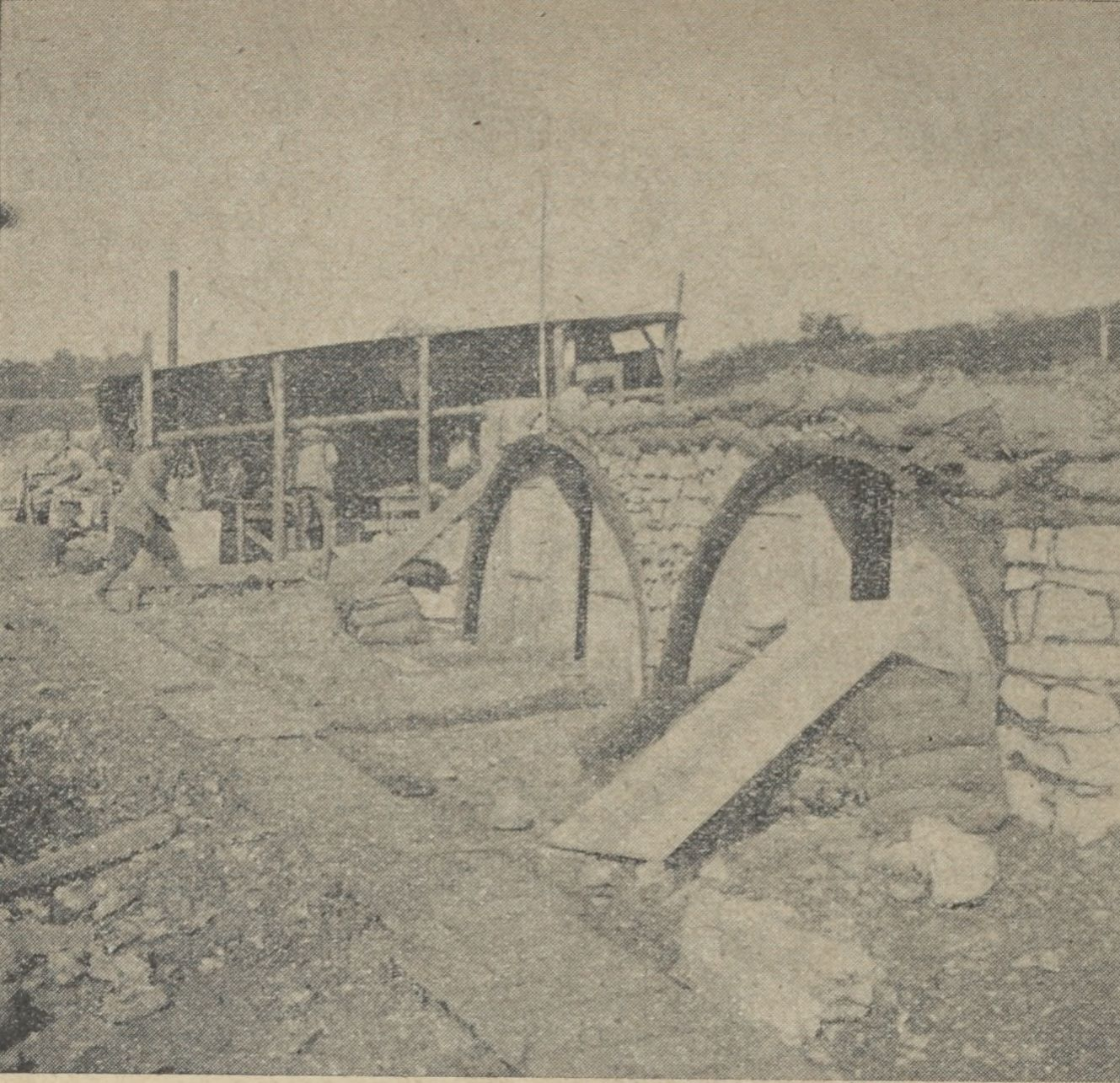
Le PC du sur la côte 309, observatoire au-dessus de Montzéville (Argonne) occupé en août-septembre 1917 par le régiment.

- Offensive de Verdun (Avril et mai).
- Participation à la seconde bataille de Verdun en août[8].

#### 1918
- Assaut de Compiègne (La Marne du 15 au 31 juillet).

## L'Entre-deux-guerres
En janvier 1919, le 53e RAC fusionne avec le 263e RAC pour former le 53e/263e régiment de marche. Ce régiment est rattaché à la 53e DI qui part en occupation en Allemagne dans le Palatinat bavarois. Il rejoint ensuite la 46e DI, et devient en novembre 1919 16e/18e régiment de marche, puis en décembre le 218e régiment d'artillerie de campagne.
En juin 1919, le 253e RAC, revenu à Clermont-Ferrand, forme le 53e régiment d'artillerie de campagne portée (53e RACP). Il devient à la suite de la réorganisation de janvier 1924 le 353e régiment d'artillerie lourde portée.

## Seconde Guerre mondiale
Le 53e régiment d'artillerie mixte divisionnaire est recréé le 12 septembre 1939 au centre mobilisateur d'artillerie no 13 (Issoire et Moulins). Il est constitué d'une batterie hors-rang, de trois groupes de canons de 75 hippomobiles, d'un groupe de 155 C hippomobiles et d'une batterie divisionnaire de 75 hippomobiles. Il forme l'artillerie de la 63e division d'infanterie pendant la Bataille de France.

## Depuis 1945 à nos jours
Le 53e régiment d'artillerie, équipé de canons Bofors de 40, faisant partie des éléments organiques de corps d'armée (EOCA) du 2e corps d'armée, était basé à Müllheim avant de rejoindre Vieux-Brisach vers 1979/80, et de participer au nettoyage des plages de l'Amoco Cadiz.

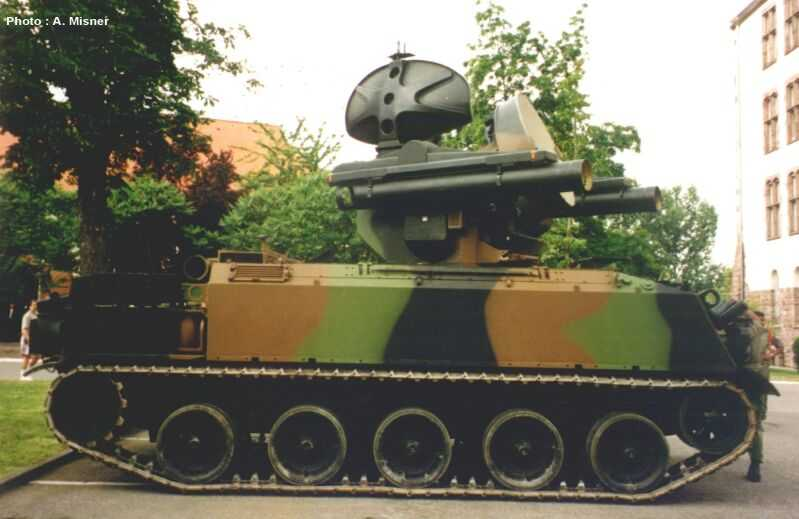
Un AMX-30 Roland de l’armée de terre française.

En 1981 le régiment était commandé par le colonel Pierre Bourdereau , avec le lieutenant-colonel Valentin comme adjoint. La première batterie est commandée par le capitaine Jubin, la seconde par le capitaine Poulain, secondé par les lieutenants Kiyak, Brusseaux, et Nivet. La troisième, par la capitaine Badie, puis par le capitaine Michel. Plus tard une 4e batterie est créée et confiée au capitaine Nivet.
En 1983 le chef de corps était le colonel Paul Brutin.
Le Colonel Jacques Conq a commandé le régiment de 1986 à 1988 avant de prendre le commandement de l'École d'application de l'artillerie (EAA) de Draguignan. Le général de division Conq est prématurément décédé d'un accident de la route à 58 ans.
Le régiment a été dissous en 1997.

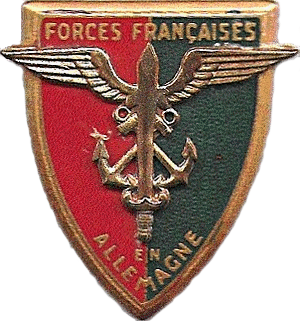
insigne des forces Françaises en Allemagne.
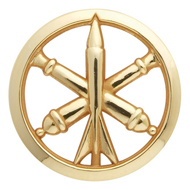
Insigne de béret d'artillerie.

## Étendard

Drapeau du d'artillerie.

Il porte, cousues en lettres d'or dans ses plis, les inscriptions suivantes :
- Verdun 1916-1917
- La Marne 1918
- Champagne 1918

## Décorations
Sa cravate est décorée par la Croix de guerre 1914-1918 avec deux citations à l'ordre de l'armée. Il a le droit au port de la fourragère aux couleurs du ruban de la Croix de guerre 1914-1918.

## Devise
Sa devise était « À moi, Auvergne ! »

## Sources et bibliographie
- Lieutenant-colonel Perrier, Historique du 53e régiment d'artillerie pendant la Grande Guerre : 2 août 1914-20 janvier 1919, Clermont-Ferrand, Impr. générale de Bussac, 1923, 107 p. (lire en ligne), lire en ligne sur Gallica.